# 핀란드의 방위장관
핀란드의 방위장관(핀란드어: Suomen puolustusministeri 수오멘 푸올루스투스미니스테리[*])은 핀란드 국가평의회에 입각하는 각료 중 한 명으로서, 방위부의 총책임자다.

핀란드 방위장관의 기.

| 역대 장관                                                      | 역대 장관                                                  | 역대 장관                                                  | 역대 장관                                                  | 역대 장관                                                  |
| 군무국장( sotilastoimituskunnan päällikkö : 1822년-1903년)     | 군무국장( sotilastoimituskunnan päällikkö : 1822년-1903년) | 군무국장( sotilastoimituskunnan päällikkö : 1822년-1903년) | 군무국장( sotilastoimituskunnan päällikkö : 1822년-1903년) | 군무국장( sotilastoimituskunnan päällikkö : 1822년-1903년) |
| 각료                                                           | 정당                                                       | 정당                                                       | 임기                                                       | 원로원                                                     |
| -------------------------------------------------------------- | ---------------------------------------------------------- | ---------------------------------------------------------- | ---------------------------------------------------------- | ---------------------------------------------------------- |
| 아브라함 아르비드 핀켄베르그                                   |                                                            | 무소속                                                     | 1822년 10월 1일-1826년 3월 1일                             | 만네르헤임                                                 |
| 아브라함 아르비드 핀켄베르그                                   | 1826년 3월 1일-1828년 1월 12일                             | 무소속                                                     | 폰 보른                                                    |                                                            |
| 아브라함 아르비드 핀켄베르그                                   | 1828년 1월 12일-1833년 4월 10일                            | 무소속                                                     | 팔크                                                       |                                                            |
| 아브라함 아르비드 핀켄베르그                                   | 1833년 4월 10일-1834년 10월 1일                            | 무소속                                                     | 햬르네                                                     |                                                            |
| 라르스 루트게르 얘게르호른                                     |                                                            | 무소속                                                     | 햬르네                                                     | 1834년 10월 1일-1840년 10월 1일                            |
| 브로르 울리크 비외륵스텐                                       |                                                            | 무소속                                                     | 햬르네                                                     | 1840년 10월 1일-1841년 10월 1일                            |
| 카시미르 폰 코텐                                               |                                                            | 무소속                                                     | 1858년 1월 11일-1858년 4월 29일                            | 폰 하르트만                                                |
| 카시미르 폰 코텐                                               | 1858년 4월 29일-1859년 7월 12일                            | 무소속                                                     | 노르덴스탐                                                 |                                                            |
| 로베르트 트라프                                                |                                                            | 무소속                                                     | 노르덴스탐                                                 | 1859년 12월 23일-1862년 10월 1일                           |
| 스텐 크누트 요한 푸루혤름                                      |                                                            | 무소속                                                     | 노르덴스탐                                                 | 1862년 10월 1일-1882년 4월 20일                            |
| 크리스티안 테오도르 오스케르블롬                               |                                                            | 핀란드당                                                   | 1882년 10월 1일-1885년 10월 1일                            | 아프 포르셀레스                                            |
| 크리스티안 테오도르 오스케르블롬                               | 1885년 10월 1일-1888년 10월 1일                            | 핀란드당                                                   | 폰 트로일                                                  |                                                            |
| 게오르그 폰 알프탄                                             |                                                            | ???                                                        | 폰 트로일                                                  | 1888년 10월 1일-1889년 1월 2일                             |
| 빅토르 나폴레옹 프로코페                                       |                                                            | ???                                                        | 폰 트로일                                                  | 1888년 12월 1일-1891년 7월 22일                            |
| 칼 오토 가브리엘 멜란                                          |                                                            | ???                                                        | 폰 트로일                                                  | 1891년 8월 6일-1891년 11월 23일                            |
| 칼 오토 가브리엘 멜란                                          | 1891년 11월 23일-1894년 10월 26일                          | ???                                                        | 투데르                                                     |                                                            |
| 아우구스트 알렉산데르 얘르네펠트                               |                                                            | 핀란드당                                                   | 투데르                                                     | 1894년 10월 26일-1896년 4월 15일 †                         |
| 오토 빅토리누스 가드                                           |                                                            | ???                                                        | 투데르                                                     | 1896년 1월 13일-1898년 6월 19일 †                          |
| 발데마르 샤우만                                                |                                                            | ???                                                        | 투데르                                                     | 1898년 9월 12일-1900년 7월 5일                             |
| 미카엘 레오나르드 폰 블롬                                      |                                                            | ???                                                        | 투데르                                                     | 1900년 7월 5일-1900년 10월 19일                            |
| 미카엘 레오나르드 폰 블롬                                      | 1900년 10월 19일-1903년 9월 30일                           | ???                                                        | 린데르                                                     |                                                            |
| 전쟁국장( sota-asiain toimituskunnan päällikkö : 1918년) [ 1 ] |                                                            |                                                            |                                                            |                                                            |
| 각료                                                           | 정당                                                       | 정당                                                       | 임기                                                       | 원로원                                                     |
| 빌헬름 테슬레프                                                |                                                            | 무소속(군부)                                               | 1918년 5월 27일-1918년 11월 27일                           | 제1차 파시키비                                             |
| 전쟁장관( sotaministeri : 1918년-1922년) [ 1 ]                 |                                                            |                                                            |                                                            |                                                            |
| 각료                                                           | 정당                                                       | 정당                                                       | 임기                                                       | 내각                                                       |
| 루돌프 발덴                                                    |                                                            | 무소속(군부)                                               | 1918년 3월 27일-1919년 4월 17일                            | 제1차 잉그만                                               |
| 루돌프 발덴                                                    | 1919년 4월 17일-1919년 8월 15일                            | 무소속(군부)                                               | K. 카스트렌                                                |                                                            |
| 카를 에밀 베르그                                               |                                                            | 무소속(군부)                                               | 1919년 8월 15일-1920년 3월 15일                            | 제1차 벤놀라                                               |
| 브루노 얄란데르                                                |                                                            | 무소속(군부)                                               | 1920년 3월 15일-1921년 4월 9일                             | 에리히                                                     |
| 오니 해맬래이넨                                                |                                                            | 무소속(군부)                                               | 1921년 4월 9일-1921년 9월 3일                              | 제2차 벤놀라                                               |
| 브루노 얄란데르                                                |                                                            | 무소속(군부)                                               | 1921년 9월 3일-1922년 6월 2일                              | 제2차 벤놀라                                               |
| 방위장관( puolustusministeri : 1922년-현재) [ 1 ]              |                                                            |                                                            |                                                            |                                                            |
| 브루노 얄란데르                                                |                                                            | 무소속(군부)                                               | 1922년 6월 2일-1922년 11월 14일                            | 제1차 카얀데르                                             |
| 브루노 얄란데르                                                | 1922년 11월 14일-1923년 6월 22일                           | 무소속(군부)                                               | 제1차 칼리오                                               |                                                            |
| 퀴외스티 칼리오                                                |                                                            | 농업동맹                                                   | 제1차 칼리오                                               | 1923년 6월 22일-1923년 8월 16일                            |
| 빌호 네노넨                                                    |                                                            | 무소속(군부)                                               | 제1차 칼리오                                               | 1923년 8월 16일-1924년 1월 18일                            |
| 빅토르 헨리크 슈빈트                                           |                                                            | 무소속(군부)                                               | 1924년 1월 18일-1924년 3월 11일                            | 제2차 카얀데르                                             |
| 이바르 아미노프                                                |                                                            | 무소속                                                     | 1924년 3월 11일-1924년 5월 31일                            | 제2차 카얀데르                                             |
| 라우리 말름베리                                                |                                                            | 무소속(군부)                                               | 1924년 5월 31일-1925년 3월 31일                            | 제2차 잉그만                                               |
| 알렉산데르 람펜                                                |                                                            | 국민연합당                                                 | 1925년 3월 31일-1925년 12월 31일                           | 툴렌헤이모                                                 |
| 레오나르드 혤만                                                |                                                            | 국민연합당                                                 | 1925년 12월 31일-1926년 12월 13일                          | 제2차 칼리오                                               |
| 카를로 헤이노넨                                                |                                                            | 사회민주당                                                 | 1926년 12월 13일-1927년 12월 17일                          | 탄네르                                                     |
| 얄로 라흐덴수오                                                |                                                            | 농업동맹                                                   | 1927년 12월 17일-1928년 12월 22일                          | 제1차 수닐라                                               |
| 아이모 카를로 카얀데르                                         |                                                            | 국민진보당                                                 | 1928년 12월 22일-1929년 8월 16일                           | 만테레                                                     |
| 유호 니우카넨                                                  |                                                            | 농업동맹                                                   | 1929년 8월 16일-1930년 7월 4일                             | 제3차 칼리오                                               |
| 알빈 만네르                                                    |                                                            | 농업동맹                                                   | 1930년 7월 10일-1931년 3월 21일                            | 제2차 스빈후부드                                           |
| 알빈 만네르                                                    | 무소속                                                     |                                                            | 1930년 7월 10일-1931년 3월 21일                            | 제2차 스빈후부드                                           |
| 얄로 라흐덴수오                                                |                                                            | 농업동맹                                                   | 1931년 3월 21일-1932년 12월 14일                           | 제2차 수닐라                                               |
| 아르비 옥살라                                                  |                                                            | 무소속                                                     | 1932년 12월 14일-1936년 10월 7일                           | 키비매키                                                   |
| 아르비 옥살라                                                  | 1936년 10월 7일-1937년 3월 12일                            | 무소속                                                     | 제4차 칼리오                                               |                                                            |
| 유호 니우카넨                                                  |                                                            | 농업동맹                                                   | 1937년 3월 12일-1939년 12월 1일                            | 제3차 카얀데르                                             |
| 유호 니우카넨                                                  | 1939년 12월 1일-1940년 3월 27일                            | 농업동맹                                                   | 제1차 뤼티                                                 |                                                            |
| 루돌프 발덴                                                    |                                                            | 무소속(군부)                                               | 1940년 3월 27일-1941년 1월 4일                             | 제2차 뤼티                                                 |
| 루돌프 발덴                                                    | 1941년 1월 4일-1943년 3월 5일                              | 무소속(군부)                                               | 랑겔                                                       |                                                            |
| 루돌프 발덴                                                    | 1943년 3월 5일-1944년 8월 8일                              | 무소속(군부)                                               | 링코미에스                                                 |                                                            |
| 루돌프 발덴                                                    | 1944년 8월 8일-1944년 9월 21일                             | 무소속(군부)                                               | 하크첼                                                     |                                                            |
| 루돌프 발덴                                                    | 1944년 9월 21일-1944년 11월 17일                           | 무소속(군부)                                               | U. 카스트렌                                                |                                                            |
| 루돌프 발덴                                                    | 1944년 11월 17일-1944년 12월 1일                           | 무소속(군부)                                               | 제2차 파시키비                                             |                                                            |
| 배이뇌 발베                                                    |                                                            | 무소속                                                     | 제2차 파시키비                                             | 1944년 12월 1일-1945년 4월 17일                            |
| 마우노 페칼라                                                  |                                                            | 인민민주동맹                                               | 1945년 4월 17일-1946년 3월 26일                            | 제3차 파시키비                                             |
| 마우노 페칼라                                                  | 1946년 3월 26일-1946년 3월 27일                            | 인민민주동맹                                               | 페칼라                                                     |                                                            |
| 위리외 칼리넨                                                  |                                                            | 사회민주당                                                 | 페칼라                                                     | 1946년 3월 27일-1948년 7월 29일                            |
| 에밀 스콕                                                      |                                                            | 사회민주당                                                 | 1948년 7월 29일-1950년 3월 17일                            | 제1차 파게르홀름                                           |
| 쿠스타 티투                                                    |                                                            | 농업동맹                                                   | 1950년 3월 17일-1951년 1월 17일                            | 제1차 케코넨                                               |
| 에밀 스콕                                                      |                                                            | 사회민주당                                                 | 1951년 1월 17일-1951년 9월 20일                            | 제2차 케코넨                                               |
| 에밀 스콕                                                      | 1951년 9월 20일-1953년 7월 9일                             | 사회민주당                                                 | 제3차 케코넨                                               |                                                            |
| 카우노 클레몰라                                                |                                                            | 농업동맹                                                   | 1953년 7월 9일-1953년 11얼 17일                            | 제4차 케코넨                                               |
| 패이비외 헤테매키                                              |                                                            | 국민연합당                                                 | 1953년 11월 17일-1954년 5월 5일                            | 투오미오야                                                 |
| 에밀 스콕                                                      |                                                            | 사회민주당                                                 | 1954년 5월 5일-1954년 10월 20일                            | 퇴른그렌                                                   |
| 카우노 클레몰라                                                |                                                            | 농업동맹                                                   | 1956년 3월 3일-1957년 5월 27일                             | 제2차 파게르홀름                                           |
| 아테 파카넨                                                    |                                                            | 농업동맹                                                   | 1957년 5월 27일-1957년 9월 2일                             | 제1차 숙셀라이넨                                           |
| 페카 말리넨                                                    |                                                            | 인민당                                                     | 1957년 9월 2일-1957년 11월 29일                            | 제1차 숙셀라이넨                                           |
| 칼레 레흐무스                                                  |                                                            | 무소속(군부)                                               | 1957년 11월 29일-1958년 4월 26일                           | 폰 피안트                                                  |
| 에드바르드 비외르켄헤임                                        |                                                            | 무소속                                                     | 1958년 4월 26일-1958년 8월 29일                            | 쿠스코스키                                                 |
| 토이보 비헤르헤이모                                            |                                                            | 국민연합당                                                 | 1958년 8월 29일-1959년 1월 13일                            | 제2차 파게르홀름                                           |
| 레오 해푈래                                                    |                                                            | 농업동맹                                                   | 1959년 1월 13일-1961년 7월 14일                            | 제2차 숙셀라이넨                                           |
| 에드바르드 비외르켄헤임                                        |                                                            | 농업동맹                                                   | 1961년 7월 14일-1962년 4월 13일                            | 제1차 미에투넨                                             |
| 아르보 펜티                                                    |                                                            | 농업동맹                                                   | 1962년 4월 13일-1963년 12월 18일                           | 제2차 카랼라이넨                                           |
| 카를로 레이노넨                                                |                                                            | 무소속(군부)                                               | 1963년 12월 18일-1964년 9월 12일                           | 레흐토                                                     |
| 아르보 펜티                                                    |                                                            | 중앙당                                                     | 1964년 9월 12일-1966년 5월 27일                            | 비롤라이넨                                                 |
| 술로 수오르타넨                                                |                                                            | 중앙당                                                     | 1955년 5월 27일-1968년 3월 22일                            | 제1차 파시오                                               |
| 술로 수오르타넨                                                | 1968년 3월 22일-1970년 5월 14일                            | 중앙당                                                     | 제1차 코이비스토                                           |                                                            |
| 아르보 펜티                                                    |                                                            | 무소속                                                     | 1970년 5월 14일-1970년 7월 15일                            | 제1차 아우라                                               |
| 크리스티안 게스트린                                            |                                                            | 스웨덴인당                                                 | 1970년 7월 15일-1971년 10월 29일                           | 제2차 카랼라이넨                                           |
| 아르보 펜티                                                    |                                                            | 무소속                                                     | 1971년 10월 29일-1972년 2월 23일                           | 제2차 아우라                                               |
| 술로 호스틸라                                                  |                                                            | 사회민주당                                                 | 1972년 2월 23일-1972년 9월 4일                             | 제2차 파시오                                               |
| 크리스티안 게스트린                                            |                                                            | 스웨덴인당                                                 | 1972년 9월 4일-1974년 9월 30일                             | 제1차 소르사                                               |
| 칼올라프 호멘                                                  |                                                            | 스웨덴인당                                                 | 1974년 10월 1일-1975년 6월 13일                            | 제1차 소르사                                               |
| 에르키 후르타모                                                |                                                            | 무소속                                                     | 1975년 6월 13일-1975년 11월 30일                           | 리나마                                                     |
| 잉그바르 셀림손 멜린                                           |                                                            | 스웨덴인당                                                 | 1975년 11월 30일-1976년 9월 29일                           | 제2차 미에투넨                                             |
| 세포 베스테를룬드                                              |                                                            | 자유인민당                                                 | 1976년 9월 29일-1977년 5월 15일                            | 제3차 미에투넨                                             |
| 타이스토 태흐캐마                                              |                                                            | 중앙당                                                     | 1977년 5월 15일-1979년 5월 26일                            | 제2차 소르사                                               |
| 라세 애이캐스                                                  |                                                            | 중앙당                                                     | 1979년 5월 26일-1982년 2월 19일                            | 제2차 코이비스토                                           |
| 유하니 사우코넨                                                |                                                            | 중앙당                                                     | 1982년 2월 19일-1983년 5월 6일                             | 제3차 소르사                                               |
| 베이코 피흘라야매키                                            |                                                            | 중앙당                                                     | 1983년 5월 6일01987년 4월 30일                             | 제4차 소르사                                               |
| 올레 노르바크                                                  |                                                            | 스웨덴인당                                                 | 1987년 4월 30일-1990년 6월 13일                            | 홀케리                                                     |
| 엘리사베트 레흔                                                |                                                            | 스웨덴인당                                                 | 1990년 6월 13일-1991년 4월 26일                            | 홀케리                                                     |
| 엘리사베트 레흔                                                | 1991년 4월 26일-1995년 1월 1일                             | 스웨덴인당                                                 | 아호                                                       |                                                            |
| 얀에리크 에네스탐                                              |                                                            | 스웨덴인당                                                 | 아호                                                       | 1995년 1월 2일-1995년 4월 13일                             |
| 안넬리 타이나                                                  |                                                            | 국민연합당                                                 | 1995년 4월 13일-1999년 4월 15일                            | 제1차 리포넨                                               |
| 얀에리크 에네스탐                                              |                                                            | 스웨덴인당                                                 | 1999년 4월 15일-2003년 4월 17일                            | 제2차 리포넨                                               |
| 마티 반하넨                                                    |                                                            | 중앙당                                                     | 2003년 4월 17일-2003년 6월 24일                            | 얘텐매키                                                   |
| 세포 캐리애이넨                                                |                                                            | 중앙당                                                     | 2003년 6월 24일-2007년 4월 19일                            | 제1차 반하넨                                               |
| 이위리 해캐미에스                                              |                                                            | 국민연합당                                                 | 2007년 4월 19일-2010년 6월 22일                            | 제2차 반하넨                                               |
| 이위리 해캐미에스                                              | 2010년 6월 22일-2011년 6월 22일                            | 국민연합당                                                 | 키비니에미                                                 |                                                            |
| 스테판 발린                                                    |                                                            | 스웨덴인당                                                 | 2011년 6월 22일-2012년 7월 5일                             | 카타이넨                                                   |
| 칼 하글룬드                                                    |                                                            | 스웨덴인당                                                 | 2012년 7월 5일-2014년 6월 24일                             | 카타이넨                                                   |
| 칼 하글룬드                                                    | 2014년 6월 24일-2015년 5월 29일                            | 스웨덴인당                                                 | 스투브                                                     |                                                            |
| 유시 니니스퇴                                                  |                                                            | 핀인당                                                     | 2015년 5월 29일-현임                                       | 시필래                                                     |
| 유시 니니스퇴                                                  | 청색미래당                                                 |                                                            | 2015년 5월 29일-현임                                       | 시필래                                                     |